# DST Global
 (janvier 2024).
La mise en forme du texte ne suit pas les recommandations de Wikipédia : il faut le « wikifier ».
Les points d'amélioration suivants sont les cas les plus fréquents. Le détail des points à revoir est peut-être précisé sur la page de discussion.
- Les titres sont pré-formatés par le logiciel. Ils ne sont ni en capitales, ni en gras.
- Le texte ne doit pas être écrit en capitales (les noms de famille non plus), ni en gras, ni en italique, ni en « petit »…
- Le gras n'est utilisé que pour surligner le titre de l'article dans l'introduction, une seule fois.
- L'italique est rarement utilisé : mots en langue étrangère, titres d'œuvres, noms de bateaux, etc.
- Les citations ne sont pas en italique mais en corps de texte normal. Elles sont entourées par des guillemets français : « et ».
- Les listes à puces sont à éviter, des paragraphes rédigés étant largement préférés. Les tableaux sont à réserver à la présentation de données structurées (résultats, etc.).
- Les appels de note de bas de page (petits chiffres en exposant, introduits par l'outil «  Source ») sont à placer entre la fin de phrase et le point final[comme ça].
- Les liens internes (vers d'autres articles de Wikipédia) sont à choisir avec parcimonie. Créez des liens vers des articles approfondissant le sujet. Les termes génériques sans rapport avec le sujet sont à éviter, ainsi que les répétitions de liens vers un même terme.
- Les liens externes sont à placer uniquement dans une section « Liens externes », à la fin de l'article. Ces liens sont à choisir avec parcimonie suivant les règles définies. Si un lien sert de source à l'article, son insertion dans le texte est à faire par les notes de bas de page.
- La présentation des références doit suivre les conventions bibliographiques. Il est recommandé d'utiliser les modèles {{Ouvrage}}, {{Chapitre}}, {{Article}}, {{Lien web}} et/ou {{Bibliographie}}. Le mode d'édition visuel peut mettre en forme automatiquement les références.
- Insérer une infobox (cadre d'informations à droite) n'est pas obligatoire pour parachever la mise en page.

Pour une aide détaillée, merci de consulter Aide:Wikification.
Si vous pensez que ces points ont été résolus, vous pouvez retirer ce bandeau et améliorer la mise en forme d'un autre article.
DST Global, de Digital Sky Technologies Global, est une société de capital risque et de capital investissement agissant principalement dans des sociétés internet en phase de développement. DST Global est décrit comme l'une des sociétés de capital-risque les plus importantes et les plus influentes au monde, avec un budget estimé à 50 milliards de dollars d’actifs sous gestion. Le fondateur de DST Global est Yuri Milner et ses cofondateurs sont Saurabh Gupta, John Lindfors, Rahul Mehta et Tom Stafford. La société est fondée en 2009 d'une scission de la société russe VK (en). Au début des années 2010, les investissements internationaux de DST Global se concentraient sur les marchés émergents comme la Chine,.

## Histoire

### Digital Sky Technologies
Yuri Milner fonde Digital Sky Technologies (DST), connu sous le nom Mail.ru puis de VK (en), en 1999, grâce à des acquisitions, est devient l'un des principaux sites Web en langue russe en termes d'utilisateurs.

### Mail.ru
En 2010, DST change son nom pour Mail.ru Group et réalise avec succès une introduction en bourse à la Bourse de Londres. Les investissements initiaux dans les sociétés Internet américaines sont réalisés par Mail.ru.

### DST Global
Pour continuer à investir à grande échelle, DST évolue vers une société de gestion de fonds distincte pour les investissements internationaux dédiée en prenant le nom de DST Global en 2009.
En 2012, Milner quitte son poste de président de Mail.ru pour travailler chez DST Global[réf. nécessaire].
Milner et Usmanov contribuent à la création d'un troisième fonds d'investissement à hauteur de 50 millions de dollars.
Des conditions d'investissement avantageuses sont proposées aux investisseurs des deux premiers fonds, leur permettant d'acquérir des actions Facebook avec une décote de 12 % par rapport à la « valorisation interne ». Par ailleurs, ces investisseurs payaient les gestionnaires de fonds 25 % de moins que tout le monde.
En juillet 2015, la constitution du fonds DST Global V débute ; en août, il rassemble 1,7 milliard de dollars. La composition des actionnaires, ainsi que la taille finale du fonds, sont inconnues. L'essentiel des capitaux provient de fonds souverains privés et d'investisseurs particuliers.
Depuis l'introduction en bourse du groupe Mail.ru, DST Global est le seul véhicule pour les nouveaux investissements internationaux. La société est désormais totalement indépendante du groupe Mail.ru.
DST Global possède des bureaux à Menlo Park, New York, Londres, Pékin et Hong Kong. Le siège social des fonds DST Global est aux îles Caïmans.
Les investissements notables de DST Global incluent Facebook,, Twitter, WhatsApp, Snapchat, Spotify, Alibaba, et Toutiao / ByteDance,,.

## Fonds
| Fonds           | Millésime Année | Capital engagé (en millions de dollars) |
| --------------- | --------------- | --------------------------------------- |
| DST Global I    | 2008            | N / A                                   |
| DST Global II   | 2011            | 1 000                                   |
| DST Global III  | 2012            | N / A                                   |
| DST Global IV   | 2014            | 1 000                                   |
| DST Global V    | 2015            | 1 700                                   |
| DST Global VI   | 2018            | N / A                                   |
| DST Global VII  | 2019            | N / A                                   |
| DST Global VIII | 2021            | N / A                                   |
| DST Global IX   | 2021            | 4 000                                   |

## Relation avec la Russie
Une société appartenant au Kremlin, VTB Bank, investi 191 dollars millions dans DST Global, qui utilise cette somme pour acheter une part importante de Twitter en 2011. Une filiale de Gazprom, contrôlée par le Kremlin, finance une société d'investissement en partenariat avec DST Global pour acheter des actions de Facebook, récoltant des millions lorsque le géant des médias sociaux est devient public en 2012. Twitter est également devenu public en 2013. Le gouvernement américain sanctionne VTB en 2014 en raison de l'intervention militaire russe en Crimée, mais DST Global avait alors vendu sa participation dans Twitter. Quatre jours après l'introduction en bourse de Facebook, une filiale de DST Global vend plus de 27 millions d'actions Facebook pour environ 1 milliard de dollars.
En novembre 2017, DST Global publie la déclaration en réponse à cette accusation : « Depuis 2009, DST Global a investi 7 milliards de dollars dans le secteur de l'Internet grand public, la majorité étant investie dans des entreprises non américaines – et moins de 5 % provenant d'entreprises non américaines. Banque VTB. La banque VTB était la seule institution gouvernementale russe à avoir investi dans des fonds DST Global... De plus, des dizaines d'investisseurs DST Global composaient les fonds qui ont investi dans Facebook et Twitter — .... 50 investisseurs passifs ont investi dans Facebook. .., et VTB Bank était l'un des 40 investisseurs passifs... qui ont investi dans Twitter ». Yuri Milner publie sa propre lettre ouverte dans le magazine ReCode déclarant que « les investissements de DST Global dans la Silicon Valley étaient motivés par une pure logique commerciale, basée sur une décennie d'expérience dans la technologie Internet... lorsque nous avons négocié les accords avec Facebook et Twitter, nous n'avons demandé aucun siège au conseil d'administration et avons attribué tous nos votes à leurs fondateurs, estimant qu'ils savaient le mieux comment gérer leur entreprise. La structure était inhabituelle, mais elle est au cœur de la philosophie de DST Global. ». Les fonds DST Global ont investi dans plus de 80 sociétés, dont aucune n'est basée en Russie.
En 2018, le Wall Street Journal confirme qu'elle a incorrectement associé DST Global, à une entreprise russe. DST déclare avoir fermé son bureau en Russie et transféré son siège social à Hong Kong en avril 2012. Le WSJ corrigé treize articles contenant la même erreur.
En 2022, en raison des sanctions supplémentaires imposées à la Russie à la suite de l'invasion russe de l'Ukraine en 2022, DST Global devient un sujet de surveillance en raison de ses liens avec la Russie, .
Un représentant de DST Global déclare que la société n'avait pas levé de capitaux auprès de commanditaires russes depuis 2011, . Moins de 3 % du capital levé depuis sa création provenait de la banque VTB et la totalité de ce capital est restituée en 2014, . Sur le site internet de DST Global, la société condamne la guerre menée par la Russie contre l'Ukraine. De plus, l'entreprise fait un don de 3 millions de dollars pour Stand With Ukraine, une initiative GoFundMe lancée par Mila Kunis et Ashton Kutcher pour aider les réfugiés et les efforts de secours humanitaire.
Milner déclare : "La grande ironie est que nous sommes actuellement le fonds le moins russe et que nous l'avons été parce que nous avons fait un effort constant." Il déclare à Bloomberg News que DST n'avait pas retiré d'argent à la Russie depuis une transaction de 900 millions de dollars en 2011, et la plupart des banques occidentales étaient en affaires avec la Russie jusqu'à des années après cet arrêt.